# Cantina Tollo 2000
Questa voce raccoglie le informazioni riguardanti la Cantina Tollo nelle competizioni ufficiali della stagione 2000.

## Organico

### Staff tecnico
GM=General manager; DS=Direttore sportivo.
|  | Naz.              | Ruolo | Sportivo            |  |  |  |
|  | ----------------- | ----- | ------------------- |  |  |  |
|  | Italia (bandiera) | GM    | Vincenzo Santoni    |  |  |  |
|  | Italia (bandiera) | DS    | Franco Gini         |  |  |  |
|  | Italia (bandiera) | DS    | Enrico Paolini      |  |  |  |
|  | Italia (bandiera) | DS    | Dario Mariuzzo      |  |  |  |
|  | Italia (bandiera) | DS    | Palmiro Masciarelli |  |  |  |

### Rosa
|  | Naz.                   |  | Sportivo               | Anno |  |  |
|  | ---------------------- |  | ---------------------- | ---- |  |  |
|  | Italia (bandiera)      |  | Claudio Astolfi        | 1978 |  |  |
|  | Italia (bandiera)      |  | Alessandro Baronti     | 1967 |  |  |
|  | Italia (bandiera)      |  | Paolo Bossoni          | 1976 |  |  |
|  | Italia (bandiera)      |  | Gabriele Colombo       | 1972 |  |  |
|  | Italia (bandiera)      |  | Federico Colonna       | 1972 |  |  |
|  | Italia (bandiera)      |  | Moreno Di Biase        | 1975 |  |  |
|  | Italia (bandiera)      |  | Danilo Di Luca         | 1976 |  |  |
|  | Italia (bandiera)      |  | Marco Antonio Di Renzo | 1969 |  |  |
|  | Italia (bandiera)      |  | Cristian Gasperoni     | 1970 |  |  |
|  | Italia (bandiera)      |  | Massimiliano Gentili   | 1971 |  |  |
|  | Italia (bandiera)      |  | Federico Giabbecucci   | 1975 |  |  |
|  | Italia (bandiera)      |  | Massimo Giunti         | 1974 |  |  |
|  | Italia (bandiera)      |  | Ruggero Marzoli        | 1976 |  |  |
|  | Italia (bandiera)      |  | Simone Masciarelli     | 1982 |  |  |
|  | Italia (bandiera)      |  | Rodolfo Massi          | 1965 |  |  |
|  | Italia (bandiera)      |  | Gianpaolo Mondini      | 1972 |  |  |
|  | Italia (bandiera)      |  | Emanuele Negrini       | 1974 |  |  |
|  | Italia (bandiera)      |  | Cristian Pepoli        | 1978 |  |  |
|  | Italia (bandiera)      |  | Germano Pierdomenico   | 1967 |  |  |
|  | Italia (bandiera)      |  | Guisvan Piovaccari     | 1973 |  |  |
|  | Ucraina (bandiera)     |  | Kyrylo Pospjejev       | 1975 |  |  |
|  | Italia (bandiera)      |  | Fausto Scotti          | 1966 |  |  |
|  | Italia (bandiera)      |  | Roberto Sgambelluri    | 1974 |  |  |
|  | Italia (bandiera)      |  | Andrea Tonti           | 1976 |  |  |
|  | Stati Uniti (bandiera) |  | Guido Trenti           | 1972 |  |  |
|  | Italia (bandiera)      |  | Marco Vergnani         | 1969 |  |  |

## Palmarès

### Corse a tappe
- Vuelta al País Vasco

2ª tappa (Danilo Di Luca)
5ª tappa (Gabriele Colombo)
- Giro d'Italia

5ª tappa (Danilo Di Luca)
- Memorial Turi D'Agostino

2ª tappa (Danilo Di Luca)
- Vuelta a España

6ª tappa (Paolo Bossoni)
- Grand Prix du Midi Libre

6ª tappa (Rodolfo Massi)
- Tour de Langkawi

9ª tappa (Emanuele Negrini)
- Giro d'Austria

2ª tappa, 1ª semitappa (Emanuele Negrini)

### Corse in linea
- Giro d'Oro (Alessandro Baronti)
- Gran Premio Industria e Artigianato (Danilo Di Luca)
- Trofeo Pantalica (Danilo Di Luca)
- Trofeo dello Scalatore 3 (Massimiliano Gentili)
- Omloop Wase Scheldeboorden (Gianpaolo Mondini)